# Светий Рок (Ловинаць)
Светий Рок (хорв. Sveti Rok) — населений пункт у Хорватії, в Лицько-Сенській жупанії у складі громади Ловинаць.

## Населення
Населення за даними перепису 2011 року становило 279 осіб.
Динаміка чисельності населення поселення:

## Клімат
Середня річна температура становить 9,23 °C, середня максимальна – 23,00 °C, а середня мінімальна – -6,70 °C. Середня річна кількість опадів – 1141 мм.
| Клімат поселення                              | Клімат поселення | Клімат поселення | Клімат поселення | Клімат поселення | Клімат поселення | Клімат поселення | Клімат поселення | Клімат поселення | Клімат поселення | Клімат поселення | Клімат поселення | Клімат поселення | Клімат поселення |
| Показник                                      | Січ.             | Лют.             | Бер.             | Квіт.            | Трав.            | Черв.            | Лип.             | Серп.            | Вер.             | Жовт.            | Лист.            | Груд.            |                  |
| Середній максимум, °C                         | 6,11             | 7,66             | 11,03            | 15,07            | 19,42            | 22,84            | 23,00            | 22,84            | 18,71            | 14,54            | 9,35             | 5,43             |                  |
| Середня температура, °C                       | −0,29            | 1,26             | 4,64             | 8,65             | 13,01            | 16,43            | 18,53            | 18,37            | 14,23            | 10,06            | 4,88             | 0,96             |                  |
| Середній мінімум, °C                          | −6,7             | −5,15            | −1,77            | 2,25             | 6,59             | 10,04            | 14,06            | 13,90            | 9,77             | 5,60             | 0,41             | −3,52            |                  |
| Норма опадів, мм                              | 86               | 85               | 88               | 94               | 85               | 80               | 54               | 70               | 113              | 126              | 144              | 116              |                  |
| Середньомісячна швидкість вітру, м/с          | 2.51             | 2.62             | 2.78             | 2.70             | 2.43             | 2.21             | 2.19             | 2.09             | 2.26             | 2.41             | 2.75             | 2.79             |                  |
| Середньомісячна сонячна радіація, кДж/м²·день | 4825             | 7436             | 10989            | 15584            | 19478            | 21764            | 23590            | 20357            | 15028            | 9572             | 5126             | 3983             |                  |
| --------------------------------------------- | ---------------- | ---------------- | ---------------- | ---------------- | ---------------- | ---------------- | ---------------- | ---------------- | ---------------- | ---------------- | ---------------- | ---------------- | ---------------- |
| Джерело:                                      |                  |                  |                  |                  |                  |                  |                  |                  |                  |                  |                  |                  |                  |